# Michaelstow
Michaelstow – wieś w Anglii, w Kornwalii. Leży 78 km na północny wschód od miasta Penzance i 338 km na zachód od Londynu. W 2001 miejscowość liczyła 199 mieszkańców.